# Хромосома 13 (людина)

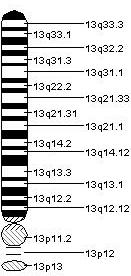
Ідіограма 13-ї хромосоми людини

Хромосома 13 є однією з 23 пар хромосом людини. За нормальних умов у людей дві копії цієї хромосоми. 13-та хромосома має в своєму складі 114 млн пар основ або 3,5-4% від загальної кількості нуклеотидів в ДНК клітин .

Ідентифікація генів кожної хромосоми є пріоритетним напрямком наукових досліджень в генетиці. Проте, дослідники застосовують різні підходи щодо визначення кількості генів в кожній хромосомі, внаслідок цього дані щодо їх кількості демонструють різні цифри. Це також стосується і хромосоми 13, в якій налічують від 300 до 700 генів.

## Гени
Найвивченішими генами, що розташовані в хромосомі 13 є наступні:
- ATP7B: АТФаза, Cu2+ - транспортуючий бетаполіпептид (Хвороба Вілсона)
- BRCA2: ген 2 раку молочної залози
- Ендотеліновий рецептор тип В
- GJB2: коннексин 26
- GJB6: коннексин 30
- HTR2A
- PCCA: пропіонил карбоксилаза коензим А, поліпептид альфа
- RB1: ретинобластома 1
- FLT1: Fms –пов’язана тирозинкіназа
- SLITRK1
- SOX21: Транскрипційний фактор SOX-21
- PDX1

## Хвороби та розлади
- Рак сечового міхура
- Рак молочної залози
- Гетерохромія
- Хвороба Гіршпрунга
- MODY-діабет тип 4
- Несиндромна глухота
- Пропіонова ацидемія
- Ретинобластома
- Синдром Ваарденбурга
- Хвороба Вілсона
- Синдром Патау